# Религиозный культ
Религио́зный культ (лат. cultus «почитание, поклонение» ← colo «возделываю, почитаю») — религиозное почитание каких-либо предметов, реальных или фантастических существ, наделяемых сверхъестественными свойствами, в том числе божеств; а также совокупность обрядов, связанных с таким почитанием.
Религиозные культы наиболее развиты в политеизме (язычестве), который фактически состоит из разнообразных культов: тотемический культ, погребальный культ, промысловый культ, родовые и семейные культы, шаманский культ, культ племенного бога и другие. Можно также выделять виды культов по объектам: культ солнца, культ неба, культ воды, культ животных (зоолатрия), культ растений, культ огня, культ предков, культ царя и так далее. Для каждого языческого божества существовал свой культ, например, культ Ваала, культ Астары и другие.
Составными элементами культа являются религиозно-магические действия (обряды) и относящиеся к ним предметы (священные изображения, храмы, святилища и прочее). С этими внешними действиями и материальными принадлежностями культа неразрывно связаны более или менее расчленённые системы религиозных верований, чувств, а также соответствующих социальных ролей и отношений (жречество, церковная организация).
В более узком смысле под культом понимают только те религиозные отношения, которые связаны с поклонением высшим, сверхъестественным существам и направлены на их умилостивление; в таком случае в понятие культа не включаются магические (колдование) обряды и обряды заклинания духов (экзорцизм).
В монотеистических религиях под культом понимается религиозная обрядность: служители культа, католический культ, культовые предметы.
Религиозный культ следует отличать от таких политических, эстетических, этических и философских феноменов, как «культ силы», «культ успеха», «культ человека», «культ разума» и других.